# Humniska
Humniska jsou obec v polském Podkarpatském vojvodství. Podle sčítání lidu v roce 2001 měla 4 800 obyvatel. Administrativně spadá do powiatu (okresu) města Brzozów. První písemná zmínka o obci je z 15. století. Obcí protéká říčka Stobnica, v jejím okolí se nacházejí již téměř vytěžená ložiska ropy.